# Diboran
Diboran je hemijsko jedinjenje, koje se sastoji od bora i vodonika sa formulom .
 On je bezbojni gas na sobnoj temperaturi sa repulzivno slatkim mirisom. Diboran se dobro meša sa vazduhom, lako formirajući eksplozivne smeše. Diboran se spontano pali u vlažnom vazduhu na sobnoj temperaturi. Sinonimi su boroetan, bor hidrid, i dibor heksahidrid.
Diboran je ključno jedinjenje bora sa mnoštvom primena. Ovo jedinjenje je klasifikovano kao "endotermno", što znači da je njegova toplota formiranja, ΔH°f pozitivna (36 kJ/mol). Uprkos njegove termodinamičke nestabilnosti, diboran je kinetički robustan i manifestuje ekstenzivnu hemiju, većina koje je vezana za gubitak vodonika.

## Opšta formula borana
Četiri serije borana sa jednim klasterom imaju sledeće opšte formule, gde je "n" broj atoma bora:
| Tip     | Formula | Napomena                      |
| ------- | ------- | ----------------------------- |
| klozo−  |         | Neutralni borani nisu poznati |
| nido−   |         |                               |
| arahno− |         |                               |
| hifo−   |         | samo su adukti poznati        |

Takoše postoje serije supstituisanih neutralnih hiperklozo-borana koji imaju teoretsku formulu BnHn. Primeri su , koji je stabilni derivat hiperklozo-.

## Literatura
- H. C. Brown; H. C. (1975). Organic Synthesis via Boranes. New York: John Wiley. ISBN 978-0-471-11280-8.